# Jean Leray
Jean Leray (Nantes, 7 de novembro de 1906 — La Baule-Escoublac, 10 de novembro de 1998) foi um matemático francês.

## Obras
- Leray Étude de diverses équations intégrales non linéaires et de quelques problèmes que pose l'hydrodynamique, Dissertation 1933
- Leray, Schauder Topologie et équations fonctionnelles, Annales scientifiques de l'École Normale Supérieure, Sér. 3, Volume 51, 1934, p. 45-78
- Lagrangian Analysis and quantum mechanics, MIT Press 1981